# خميس مليانة
خميس مليانة، بلدية تابعة لدائرة خميس مليانة بولاية عين الدفلى الجزائرية.
قبل ان تكون مدينة كانت عبارة عن ساحة للتدريب للجيش الروماني ثم أصبحت سوقا عاما في حقبة العثمانيين وبعدها أطلق عليها اسم 'أفروفيل تسمية من الفرنسيين القدامى وعدد سكانها حوالي 210000 نسمة (2023).

## جغرافيا

### المناخ والتضاريس
تعدّ مدينة الخميس بمنطقتها منطقة رعوية خصوصا بإحاطتها ببلديات صغيرة تتميز بتربية المواشي وقد ساعدت الازدواجية بين السهول والجبال في ذلك المناخ بالمدينة حيث أنها دافئة شتاء وليست بالحارة كثيرا صيفا لقربها من الساحل (120 كم).

### الأحياء
- حي الوئام
- حي سوفاي
- حي الدردارة
- حي لاكادات
- حي الصوامع
- حي حلايمي
- حي الحدائق
- حي سيدي معمر
- حي الحرية
- حي 01 نوفمبر
- حي 17 أكتوبر
- حي المحطة
- حي الكاليتوس
- حي عاجة
- حي الأقوس
- حي النجمة
- حي واد الريحان
- حي بوطان
- حي 400 مسكن (واد الريحان)
- حي القايد (950 مسكن)
- حي الكومينال
- حي طريق باريس
- حي طريق المدية
- حي قراقشة (سوفاي الجنوبية)
- حي الملعب
- حي سيدي امحمد

## المواصلات
حافلات النقل ، الحضري

## التعليم
مدارس ابتدائية كمدرسة قادة بن ميرة و 

### التعليم العالي
- جامعة الجيلالي بونعامة [4]
- جامعة التكوين المتواصل[5]

### التعليم الثانوي
- ثانوية قويدري محمد

- ثانوية الامير عبد القادر

- ثانوية حمزة بن عبد المطلب

## منشآت دينية
زاوية الشيخ سيدي عبد اللطيف بلقايد
مسجد الفرقان ، المسجد العتيق:الذي يتوسط المدينة، مسجد الفتح:في حي الدردارة

## معرض صور

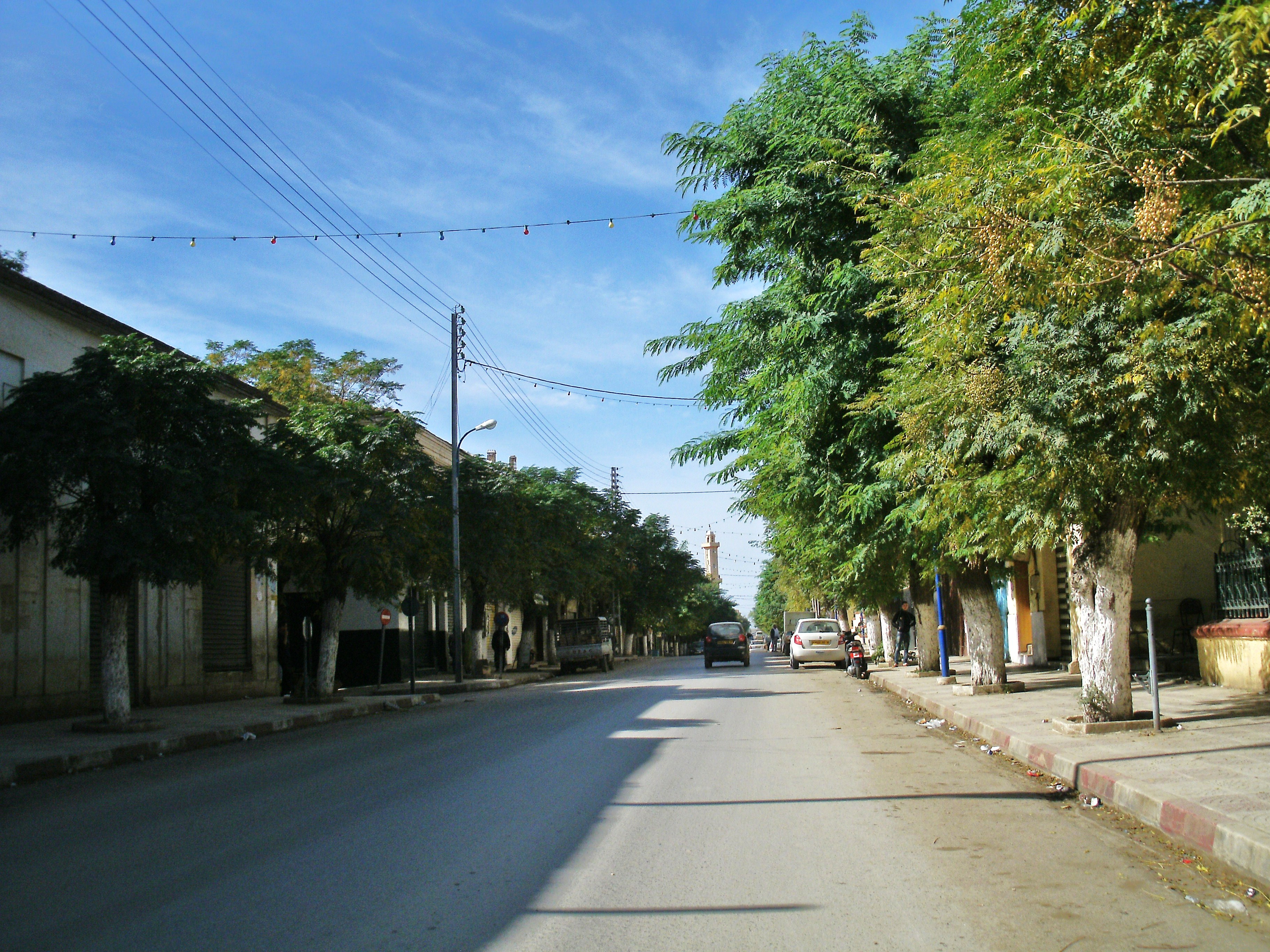

## الرياضة
- أكاديمية خميس مليانة [6][7]
- صفاء الخميس[8]

## وصلة خارجية
- بلديـة خميس مليانة